# Sielsowiet Czerniany
Sielsowiet Czerniany (biał. Чарнянскі сельсавет, ros. Чернянский сельсовет) – sielsowiet na Białorusi, w obwodzie brzeskim, w rejonie małoryckim, z siedzibą w Czernianiach.

## Demografia
Według spisu z 2009 sielsowiet Czerniany zamieszkiwało 1396 osób, w tym 1252 Białorusinów (89,68%), 102 Ukraińców (7,31%), 29 Rosjan (2,08%), 4 Polaków (0,29%), 3 osoby innych narodowości i 6 osób, które nie podały żadnej narodowości.

## Geografia i transport
Sielsowiet położony jest na Polesiu Brzeskim, w północnowschodniej części rejonu małoryckiego. Przez sielsowiet przebiega droga magistralna M12.

## Miejscowości
- agromiasteczko:
  - Czerniany
- wsie:
  - Doropiejewicze
  - Góry
  - Lasowiec
  - Malinówka
  - Mały Pawłopol
  - Małyja Darapiejewiczy
  - Nowy Dwór
  - Ostrowie
  - Stary Dwór
  - Suboty
  - Szereszowce
  - Wielki Pawłopol
  - Zaorze
  - Zwozy